# Клепикова, Римма Александровна
Римма Александровна Клепикова (1 июля 1929 — 21 февраля 2007) — народный депутат РСФСР/России (1990—1993), детский травматолог-ортопед, заслуженный врач РСФСР, педагог.

## Биография
Родилась 1 июля 1929 года в Архангельске.
После завершения в 1953 году обучения в Архангельском государственном медицинском институте стала работать хирургом областной клинической больницы (1953-1967), параллельно трудилась начальником областной станции санитарной авиации (1955-1970).
С 1967 года преподавала на кафедре госпитальной хирургии, затем на кафедре травматологии, ортопедии и военно-полевой хирургии Архангельского государственного медицинского института. Являлась организатором детской ортопедической службы Архангельской области. По её предложению и с её активным участием в Архангельске и Северодвинске были открыты специализированные отделения в больницах, школы-интернаты, детсады для детей с патологией опорно-двигательного аппарата.
С 1971 года являлась главным детским травматологом-ортопедом Архангельской области.
Автор 120 научных работ. В 1966 году защитила кандидатскую диссертацию по медицинской науке, доцент. В 1998 году подготовила и выпустила монографию «Детская ортопедо-травматологическая служба Архангельской области».
С 1982 по 2007 годы являлась заведующей курсом детской ортопедии кафедры детской хирургии.
В течение пяти созывов избиралась депутатом областного Совета народных депутатов (1975–1987), возглавляла комиссию по здравоохранению, и трижды за это время избиралась членом облисполкома. В 1990 году стала Народным депутатом РСФСР по Октябрьскому территориальному округу № 267 города Архангельска, член комитета Верховного Совета по охране здоровья, входила в состав фракции "Россия". После окончания депутатских полномочий в 1993 году вернулась на работу в институт.
Проживала в Архангельске. Умерла 21 февраля 2007 года. Похоронена на Заостровском кладбище города Архангельска.